# Безплатен вестник
Безплатният вестник е периодично издание, съдържащо новини, информация и реклама и разпространявано безплатно.
Безплатният вестник е сравнително нова тенденция в световните медийни условия. Първата вълна от подобния издания се реализира през 70-те години на 20 век, когато започват да излизат безплатни вестници с обяви и в този смисъл е по-правилно да се наричат не безплатни вестници, а рекламни брошури.
Втората вълна от безплатни вестници започва приблизително след 2000 г., като продължава да набира сериозна скорост в световен мащаб. При тази нова вълна дизайнът на вестниците силно се влияе от електроните им интернет версии.
Такъв род вестници са безплатни само за своите читатели, но не и за рекламодателите. Това е така, защото под натиска на интернет-културата за информацията все повече се мисли като свободно и безплатно достъпна, освен в нейния тясно професионален смисъл.
Втората вълна безплатни вестници не публикуват само фирмени реклами и обяви, а разнообразна обща информация, анализи и мнения на читатели. Основната характеристика на безплатните издания от този вид са огромните тиражи, като те стават бизнес оптимизирани за срок около 1 до 3 години след началото на изданието. В този смисъл само фирми с достатъчно добра идейна стратегия и финансово покритие могат да си позволят издаването на безплатни вестници.
Относно разпространението на безплатните вестници има различни стратегии:
- разпространение на важни транспортни точки
- разпространение в търговски обекти
- разпространение по пощенските в населено място